# Antigua och Barbuda i olympiska sommarspelen 1984
Antigua och Barbuda deltog i de olympiska sommarspelen 1984 med en trupp bestående av 14 deltagare, men ingen av landets deltagare erövrade någon medalj.

## Friidrott
Herrarnas 400 meter
- Alfred Browne
  - Heat — 47,29 (→ gick inte vidare)

Herrarnas längdhopp
- Lester Benjamin
  - Kval — 7,57m (→ gick inte vidare, 15:e plats)

Damernas 100 meter
- Ruperta Charles
  - First Heat — 12,04s (→ gick inte vidare)

Damernas 1 500 meter
- Laverne Bryan
  - Heat — 4:32,44 (→ gick inte vidare)

## Segling
Herrar
| Seglare    | Gren       | Lopp | Lopp | Lopp | Lopp | Lopp | Lopp | Lopp | Poäng | Placering |
| Seglare    | Gren       | 1    | 2    | 3    | 4    | 5    | 6    | 7    | Poäng | Placering |
| ---------- | ---------- | ---- | ---- | ---- | ---- | ---- | ---- | ---- | ----- | --------- |
| Inigo Ross | Windglider | 28   | 29   | 26   | 34   | 27   | 29   | 30   | 205   | 30        |